# Архангельский сельский округ (Краснодарский край)
Архангельский сельский округ — административно-территориальная единица Тихорецкого района Краснодарского края России.
В рамках муниципального устройства соответствует Архангельскому сельскому поселению (без посёлка Малороссийского).

## Населённые пункты
В состав сельского округа входит 1 населённый пункт:
| № | Населённый пункт | Тип населённого пункта | Население (чел.) |
| - | ---------------- | ---------------------- | ---------------- |
| 1 | Архангельская    | станица                | ↘8163            |